# Nazzareno Orlandi
Nazzareno Orlandi (Ascoli Piceno, 29 maggio 1861 – Buenos Aires, 1952) è stato un pittore italiano.
Dopo gli studi di disegno nella sua città natale Ascoli Piceno, frequentò a Firenze l’Accademia di Belle Arti. Durante i tre anni di servizio militare si dedicò a disegnare e dipingere soggetti militari e scene di guerra.
Nel 1880 collabora con Domenico Ferri (1861-1952) alla decorazione esterna di Palazzo Ferri di Ascoli Piceno 
Nel 1889 ottiene dal governo argentino alcune commissioni per cui si reca a Buenos Aires dove si stabilisce nel 1899.

## Attività in Argentina
Nel 1890 esegue lavori di decorazione nell’ex Palazzo della Stampa oggi Casa della Cultura.
Nel 1903 affresca la cupola della chiesa di Sant’Elmo, il teatro La Comedia, il Circolo Italiano a Buenos Aires.
Nel 1916 il Palazzo Paz oggi Circolo Militare, la ex Biblioteca Nazionale, la scuola normale Mariano Acosta a Buenos Aires e la navata centrale della cattedrale di Córdoba.
Nel 1919 Affresca il plafone del salone principale dell’ex cine-teatro Gran Splendid, oggi Libreria del Ateneo, in Buenos Aires.
Collaborò al progetto decorativo del Teatro Rivera Indarte con Francesco Tamburini e Gonzaga Coni.  Lavorò anche alla decorazione del vecchio Palazzo della Borsa e con Domenico Fontana nella decorazione di alcune parti del Teatro Colón.
Altri suoi lavori sono la decorazione della navata centrale della chiesa del Salvatore a Buenos Aires.
Morì a Buenos Aires nel 1952.

## Dipinti

### Esposti a Venezia nel 1887
- Pro patria;
- Ozio in quartiere
- Mi ama, non mi ama?
- Sana
- Pensieri profani.

### altri
- Avamposti
- Scuola
- In chiesa
- Studi
- Cucina militare
- Prigione semplice
- Porta Capitricina
- Ricordi dell'Adriatico
- San Vittore
- Marina
- L'uscita dei coscritti
- Passeggiata
- Esplorazioni
- Ricordi d'Ascoli.

## Eventi
- 1893 vince la medaglia d’oro alla Esposizione Internazionale di Chicago, Illinois
- 1897 partecipa alla Biennale di Venezia
- 1910 è nominato Accademico onorario dell’Accademia di Belle Arti applicate all’industria del Comune di Firenze
- 1927 vince il primo premio alla Esposizione di Arti applicate organizzata dalla Commissione delle Feste Popolari sotto l’egida del comune di Buenos Aires